# Luis Franco
Luis Leopoldo Franco (Belén, 15 de noviembre de 1898, Ciudadela, 1 de junio de 1988) fue un poeta y ensayista argentino.

## Biografía
Nació en Belén, Provincia de Catamarca, un 15 de noviembre de 1898, era hijo de Luis Antonio Franco y de Balbina Acosta de Franco. Poco antes de terminar la escuela primaria, su familia se trasladó a la capital de la provincia para que sus hermanos mayores y él realizaran los estudios secundarios. Se destacó como alumno en el Colegio Nacional, y a la par satisfacía su curiosidad de vida y de mundo a través de los libros. Sus compañeros recordaban que en las jugadas de fútbol guardaba el arco ojeando un libro cuando la pelota estaba lejos; curioseaba o estudiaba cosas que no figuraban en los programas de estudio ni siquiera en la cabeza de los profesores. Para liberarse del colegio, dio los dos últimos cursos en un año y volvió a Belén.
En 1918 ganó el Premio de Honor en el certamen literario Juegos Florales, presidido por Jaimes Freyre, con su Oda Primaveral. La prensa del país y la popular revista Caras y Caretas comentaron ese pintoresco episodio ya que, llegado el día en que se entregaban los premios y sin tener noticias del ignoto escritor, este se presentó, acompañado de un peón, habiendo viajado en lomo de mula durante dos días hasta la ciudad de Tucumán, para recibir la distinción. Hizo el servicio militar en Buenos Aires, durante el cual pasó gran parte del tiempo en el calabozo a causa de su temperamento. Inició la carrera de Derecho, la cual abandonó en el segundo año cuando advirtió «su escasísima fe en las verdades universitarias e intuyó su incompatibilidad total con la jurisprudencia».
Si bien la vida en el campo le proporcionaba la paz para poder leer y estudiar, y la posibilidad de trabajar en forma independiente, a veces necesitaba buscar información en bibliotecas y librerías, por lo que durante varios años alternó entre el ajetreo de la ciudad y la vida campesina. En Buenos Aires trabajaba en la Biblioteca Nacional de Maestros, empleo que, al decir de Franco, le proporcionaba «una situación muy modesta pero cómoda, con bastante tiempo libre». En Belén trabajó como labrador de una finca donde combinaba el cultivo de cereales y pastos con el de la vid. Ahí hacía de patrón, capataz y peón a la vez; de herrero, carpintero y talabartero cuando era necesario. Durante décadas trabajó la tierra, desmontando, nivelando y cultivando alfalfa, vid y conformando una granja. Sufrió varias veces la cárcel por defender el agua de riego, respaldando a los labriegos y por ser considerado enemigo del gobierno y de la sociedad.
Simpatizó con las ideas de León Trotski desde temprano (de hecho escribió un poema-homenaje a Trotski en 1940, a los pocos días de su asesinato, en contra de Raúl González Tuñón), y participó de la revista Estrategia con Nahuel Moreno y el historiador Milcíades Peña (1933-1965), adhirió al PST y estuvo en el Congreso de fundación del MAS (Movimiento al Socialismo) a inicios de los años ochenta.
Murió el 1 de junio de 1988,  próximo a cumplir sus 90 años, en compañía de su última esposa, Forita, en un departamento en la calle Junín, prestado por el profesor Oriz.

## Reconocimientos
En 1960 recibió el Premio Municipal de Poesía. En 1971, el galardón de la Fundación Argentina para la Poesía. En 1982, el Jockey Club le concedió el Premio a la Producción Literaria por América inicial.
Daniel Chirom, en una entrevista editada que le realizó a Luis Franco para el semanario El periodista de Buenos Aires, en noviembre de 1985, cuando Luis Franco contaba con 87 años, lo retrata así: «Un anciano alto, erguido, de contextura robusta. [...] Miro sus ojos profundos enmarcados por cejas selváticas. Su rostro está tallado. Es uno de esos hombres privilegiados para los que la vida no ha pasado en vano». En esta entrevista se le pregunta por qué no aceptó ser miembro de la Academia Argentina de Letras, a lo que don Luis respondió: «No me veía como miembro de una corporación en la que tuviera que consonar con ciertos modos de ver que diferían de los míos (que por ser míos, los prefería a los ajenos)».
En la misma entrevista, al referirse al Premio de Honor de la SADE (Sociedad Argentina de Escritores), recibido en 1984, dice: «Tuve que aceptarlo, ya me daba vergüenza negarme. ¡Mis amigos insistían tanto...! Lo mismo sucedió con el Gran Premio de Honor de la Fundación para la Poesía».
También en 1984 fue galardonado con el Premio Konex - Diploma al Mérito en la disciplina Poesía, otorgado por la Fundación Konex.

## Pensamiento
Luis Franco tuvo una importante influencia de Esquilo, la Biblia, Shakespeare, Lucrecio, Goethe y Víctor Hugo. En sus palabras:

El arte nuevo no saldrá [...] sino de una nueva relación del hombre con la naturaleza, con la sociedad y con su propio espíritu: con su salto de la prehistoria a la verdadera historia, el hombre inaugurará de suyo la nueva epopeya y el nuevo idilio.

Expresó en un reportaje en el periódico Avanzada Socialista (del 5 de abril de 1972):

La mayor urgencia política del momento es la formación de un partido con la conciencia y la combatividad revolucionarias (…) acá y en todas partes del mundo. Es decir, más allá de toda ilusión reformista, que luche no por el aumento de salario y la conciliación de clases, sino por la supresión del salario y de las clases.
Luis Franco, en el periódico Avanzada Socialista del 5 de abril de 1972

Para conocerlo más profundamente tal vez nos ayuden las palabras con que introduce su libro América inicial (1931), que titula «Autobiografía»:

Yo, señor, rasgado de ojos y de corazón, limpio de conciencia y de ahorros, de suerte oscura y risa clara, nací y vivo en un lugar tan huido que amagando juntarse en él los rieles (¿las paralelas no se juntan en el infinito?) el tren no ha podido acercarse.

Mi infancia me parece ahora cosa de prodigio. Sin embargo, cuando niño, tendía con avidez de tentáculo a la todopoderosidad de ser hombre.
La escuela se me ocurrió entonces un invento de fastidio técnico. (No he variado excesivamente de opinión). En el colegio me aburrí tan descaradamente como un león de jardín zoológico. También en la facultad de derecho. También en el cuartel de artillería. (De ahí sin duda mis mejores defectos: mi vocación de soledad, tan chúcara; mi cargosa sospecha en la incompatibilidad entre un profesor y un hombre de espíritu; mi entusiasta desapego por toda disciplina, como no sea la que uno mismo se impone, o si se quiere, por toda librea, sea de gendarme o de embajador).

La vida blanca y roja (no un negocio sino una aventura mágica, la vida) es mi mayor tentación, pero la palabra y aun el pensamiento, tienen la privanza de mis horas tiradas en buscar un arte de tempestad y melodía.

Soy hombre, y nada del cuerpo y del alma de la mujer puede serme indiferente.

Creo que alguno me sospechó griego ―acaso por la risa, aunque tengo sonrisa muy actual―, otro no más que turco. ¿Acaso porque soy polígamo de ideas y creo mejor el gozar de todas que entregarme ciegamente a ninguna?

¿Religión? Soy un impío capaz de escuchar devotamente por horas una cigarra, pitonisa del sol. Soy un ateo calado hasta el hueso de supersticiones de lo divino. (¿Para qué decir que la ignorancia cerrada de la teología figura entre mis grandes erudiciones y que malicio más ciencia de Dios en una calandria que en la Summa?

Algún tiempo me fastidié lo más confortablemente posible en las ciudades donde los hombres impiden ver al hombre. Pero el campo me sobornó otra vez con los pájaros chismosos de cielo; sus árboles llenos de meditación y de frescura, oh; su viento, mi profesor de gimnasia y de filosofía.

La alegría ―gay vivir― es mi culto, a mayor título, que suelen salirme al camino, como al que más, esas horas de desencanto eclesiástico en que nuestras ilusiones amagan cariarse a la par de nuestras muelas.

No sé si tres o cuatro mil plantas puestas por mi mano me autorizan el título del plantador. Mas conste de que no tengo otro, aunque soy argentino.

Una junta de escopetas, otra de perros, un pavo real, que imanta todas las miradas, y una yegua lujosa de ímpetu como un ditirambo, agotan el censo de mis bienes.

Pero no quiero jactarme de mi pobreza, aunque es mi único orgullo.

Diablo horro de diversiones, suelo hallarlas en algunas solemnidades acreditadas: en los charlatanes aforrados de taciturnos, en los retardados mentales con cátedra de zahorismo, en los que por tener casi todo no son casi nada, en los que por no perder el tiempo pierden de vivir.

A veces pienso que debí nacer pastor o rey.

A veces sueño ser un hombre de hierro o de música.

Pero ya he dicho que no creo casi en nada. Tal vez en la frivolidad maravillosamente trágica del amor. Tal vez en cualquier ídolo, Goethe, por ejemplo, o Whitman.
Y eso fue todo.
Luis Franco

### Verso
1. La flauta de caña. Buenos Aires: América, 1920.
2. Coplas. Buenos Aires, 1921.
3. Libro del gay vivir. Buenos Aires: Babel, 1923.
4. Coplas del pueblo 1920-1926 (incluye Coplas de 1921). Buenos Aires: Gleizer, 1927.
5. Nuevo Mundo. Buenos Aires: Gleizer, 1927.
6. Los trabajos y los días. Buenos Aires: Babel, 1928.
7. Nocturnos. Buenos Aires: Babel, 1932.
8. Suma 1927-1937. Buenos Aires: Perseo, 1938.
9. Catamarca en cielo y tierra. Buenos Aires: Kraft, 1944.
10. Pan 1937- 1947. Buenos Aires: Suma, 1948.
11. Constelación. Buenos Aires: Stilcograf, 1959.
12. El corazón de la guitarra, carpeta con dibujos de Ricardo Carpani. Buenos Aires, 1963.
13. Poemas, carpeta con litografías de Demetrio Urruchúa. Buenos Aires, 1965.
14. Poesía de Luis Franco, antología. Buenos Aires: EUDEBA, 1965.
15. Trotsky. Buenos Aires: Chajá - Ediciones de Poesía, 1967.
16. Guitarra (teoría y práctica de la copla). Buenos Aires: Lagos, 1971.
17. El mar se embarca. Buenos Aires: Papeles de Buenos Aires, 1975.
18. Insurrección del poema. Buenos Aires: Colihue/Hachette, 1979.

### Prosa
1. Los hijos de Llastay (fábulas o relatos de animales). Buenos Aires, 1926.
2. América inicial. Buenos Aires: Babel, 1931.
3. El general Paz y los dos caudillajes. Buenos Aires: Anaconda, 1933.
4. Biografía de la guerra. Buenos Aires: Perseo, 1941.
5. El fracaso de Juan Tobal. Buenos Aires: De Nuestra Novela, 1941.
6. Walt Whitman. Buenos Aires: Americalee, 1945.
7. El otro Rosas. Buenos Aires: Claridad, 1945.
8. Rosas entre anécdotas. Buenos Aires: Claridad, 1946.
9. Biografías animales. Buenos Aires: Peuser, 1953.
10. Antes y después de Caseros. Buenos Aires: Reconstruir, 1954.
11. Hudson a caballo. Buenos Aires: Alpe, 1956.
12. Biografía sacra. Buenos Aires: Reconstruir, 1957.
13. Sarmiento y Martí. Buenos Aires: Lautaro, 1958.
14. Biografía patria. Buenos Aires: Stilcograf, 1958.
15. Pequeño diccionario de la desobediencia. Buenos Aires: Americalee, 1959.
16. Domingo F. Sarmiento (antología). Buenos Aires, 1959.
17. Revisión de los griegos. Buenos Aires: Americalee, 1960.
18. La hembra humana. Buenos Aires: Futuro, 1962.
19. Prometeo ante la URSS. Buenos Aires: Dávalos y Hernández, 1964.
20. Espartaco en Cuba. Buenos Aires: Dávalos y Hernández, 1965.
21. De Rosas a Mitre: medio siglo de historia argentina. Buenos Aires: Dávalos (Astral)., 1967.
22. Los grandes caciques de la pampa. Buenos Aires: Schapire, 1967.
23. Sarmiento entre dos fuegos. Buenos Aires: Paidós, 1968.
24. Cuentos orejanos. Buenos Aires: Centro Editor de América Latina, 1968.
25. La pampa habla. Buenos Aires: Schapire, 1968.
26. Guitarra adentro. Buenos Aires: Centro Editor de América Latina, 1971.
27. Rosas. Buenos Aires: Propósitos, 1970.
28. Lucifer. Los Museos contra el devenir. Buenos Aires: Cultural Argentina (E.C.A)., 1972.
29. El Arca de Noé en la Plata. Buenos Aires: Lagos, 1973.
30. El zorro y su vecindario. Buenos Aires: Plus Ultra, 1976.
31. Zoología de bolsillo. Buenos Aires: Schapire, 1976.
32. Nuestro padre, el árbol. Buenos Aires: Colihue/Hachette, 1978.
33. Esquilo y Shakespeare. Buenos Aires: Talgraf, 1980.
34. El presidente Illia y un libro de ocasión. Buenos Aires: Edición del autor, 1984.